# Baj (Hongrie)
Pour les articles homonymes, voir Baj.
Baj (hongrois : Baj [ˈbɒj] ; allemand : Woj ou Wallern) est une localité hongroise située dans le comitat de Komárom-Esztergom.

## Site et localisation

### Topographie et hydrographie
La localité de Baj est située au pied occidental du massif du Gerecse, à proximité immédiate de la ville de Tata, dont elle est séparée uniquement par la route. Le territoire de Baj présente un relief faiblement vallonné. À l'est, il est bordé par des collines lœssiques entaillées de petits cours d'eau, propices à la viticulture. C'est dans cette zone qu'est implanté le vignoble de Baj. Le sud du territoire est caractérisé par des terrains sablonneux ondulés, peu fertiles, principalement utilisés comme pâturages ou comme terrain militaire. Le nord du territoire est occupé par des sols sablonneux et des terres de type tchernozem sur lœss, utilisées pour les cultures céréalières ainsi que la viticulture et l'arboriculture.

### Géologie et géomorphologie
À l'est de Baj, le massif du Gerecse s'élève de manière abrupte, révélant d'imposants affleurements calcaires — notamment dans les collines de Lábas, Kecske et Meszes-bükk. Plus loin, après le ravin de Málhás-árok, le relief se poursuit par le plateau de l'Öreg-Kovács, qui culmine à 554 mètres d'altitude. À la limite orientale de la localité se trouvent les pentes orientales de l'Öreg-Kovács et du Szénás-hegy. Dans la zone située entre Baj et Tata, le sous-sol contient d'importants dépôts d'argile exploités par les tuileries et briqueteries de Tata.

## Histoire
Le territoire de Baj et ses environs sont habités depuis la préhistoire. Des vestiges d'un établissement de l'âge du bronze ainsi qu'une tombe celtique ont été découverts dans ses environs.
La première mention écrite conservée de la localité remonte à 1228, sous le nom de Bay. Le nom du village dériverait du mot turc ancien bey, signifiant « riche » ou « chef ». Aux XIIIe et XIVe siècles, Baj était la propriété de la famille Garai. Selon une charte datée de 1408, la localité appartenait alors à Miklós Garai, alors palatin du royaume de Hongrie. En 1461, Jób Garai, petit-fils de Miklós, légua le village à la chapelle de Tous-les-Saints, qu'il avait fait construire à proximité de l'église Notre-Dame de Buda pour en faire un lieu de sépulture familial.
Durant la période de la domination ottomane, Baj fut dépeuplée, tout comme la localité voisine de Haláp, aujourd'hui disparue, qui se trouvait sur le territoire actuel de Baj. Le recensement de 1533 mentionne Baj comme un village inhabité. En 1622, le village fut repeuplé par des Hongrois de confession réformée. En 1623, la localité payait l'impôt pour quatre portas, et en 1689 pour trois quarts de porta. Baj fut incendiée par les troupes ottomanes en 1683.
Au début du XVIIIe siècle, la famille Esterházy devint propriétaire du village. Entre 1715 et 1720, le comte József Esterházy, partisan des Habsbourg, expulsa la population réformée. En 1730, il installa à Baj des colons allemands catholiques provenant de ses domaines situés dans le comitat de Moson.
La communauté villageoise de Baj fut officiellement constituée en 1742. Le premier sceau communal en langue allemande date de 1745. En 1784, le village possédait déjà une église, et le recensement de 1784–1787 dénombrait 738 habitants.
Au cours du XIXe siècle, Baj connut un essor économique. Le village devint célèbre pour ses vastes vignobles et sa production viticole. Le domaine des Esterházy y exploitait un domaine modèle et une grande cave viticole. À partir de 1860, une briqueterie à vapeur fut également mise en service. Une curiosité notable de cette période est un foudre géant de 2 150 akós (environ 135 000 litres), fabriqué en 1832.
En 1910, une coopérative agricole Hangya fut fondée à Baj.
Entre les deux guerres mondiales, Baj restait un village majoritairement peuplé d'Allemands. Il disposait d'une école à deux classes et d'une bibliothèque propre. À partir de 1926, un cercle culturel allemand (Német Népművelési Egylet) y fut actif, suivi en 1929 par la création d'un corps de pompiers volontaires et, en 1942, d'un cercle agricole. L'électrification du village avait commencé dès les années 1920.
En décembre 1944 et janvier 1945, de nombreux habitants fuirent les combats. Les hostilités cessèrent à Baj le 20 mars 1945. En 1946, une partie de la population allemande fut expulsée, et remplacée par des Hongrois originaires de Szímő (aujourd'hui Šintava, en Slovaquie), eux-mêmes déplacés de force.
En 1948, Baj accueillit la création de la première coopérative de production agricole (TSz) du comitat de Komárom-Esztergom. À la fin des années 1970, elle fusionna avec celles de Szomód et de Tardos pour former le TSz de Gerecse, avant que les trois entités ne se séparent à nouveau en 1992.
Après la Seconde Guerre mondiale, une caserne et un champ de tir destinés au groupe d'armées soviétique du Sud furent construits en périphérie du village, accompagnés d'un petit lotissement.
Le 27 octobre 1956, durant la révolution hongroise, une rafale de tirs fut déclenchée devant la caserne, causant la mort de huit mineurs et blessant plus de dix autres personnes.
Jusqu'en 1945, Baj faisait partie du district de Tata, dans le comitat de Komárom. Après la disparition de ce district, la localité fut rattachée à l'agglomération de Tata entre 1975 et 1988. À l'automne 1984, un référendum local rejeta le projet d'intégration de Baj à Tata, et la localité conserva son autonomie communale.
Les réseaux d'infrastructures furent modernisés progressivement : l'approvisionnement en eau potable fut établi en 1957, puis les réseaux d'égouts et de gaz furent installés entre 1992 et 1994.

## Population

### Minorités culturelles et religieuses
Lors du recensement de 2011, Baj comptait 2 784 habitants. Parmi eux, 13,7 % se déclaraient de nationalité allemande, 64 % étaient de confession catholique romaine et 10 % se déclaraient réformés.
Selon les données du recensement de 2022, 89,6 % des habitants se sont identifiés comme hongrois, 9,9 % comme allemands, 0,2 % comme slovaques et 0,2 % comme Roms ; 0,1 % se sont déclarés polonais, grecs, ukrainiens ou roumains. Environ 2,4 % ont déclaré une autre nationalité étrangère, tandis que 10,1 % des personnes interrogées n'ont pas souhaité répondre. En raison des identités multiples, le total peut excéder 100 %.
Concernant l'appartenance religieuse, 31,9 % des habitants étaient catholiques romains, 6,6 % réformés, 0,5 % luthériens, 0,2 % catholiques grecs, 0,1 % juifs, 1,1 % se rattachaient à une autre confession chrétienne et 0,5 % à une autre confession catholique. Les sans confession représentaient 16,9 %, tandis que 42 % n'ont pas répondu à la question.
Sur le seul territoire habité en dehors du centre-village, le vignoble de Baj (Szőlőhegy), le recensement a dénombré 51 logements occupés, 32 résidences secondaires inoccupées, et 135 habitants permanents.

## Équipements

### Éducation

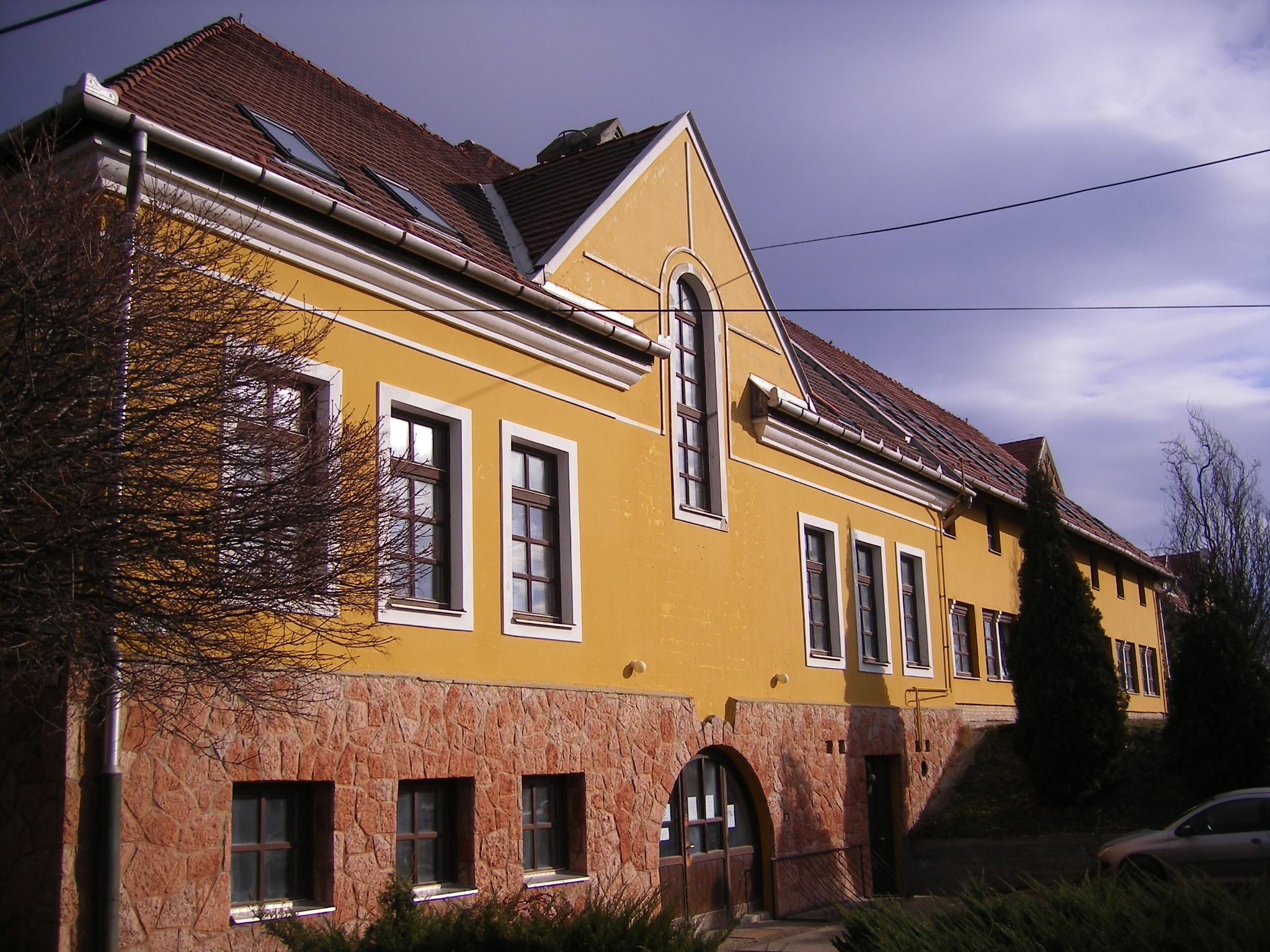
L'école primaire Saint-Étienne.

Baj dispose d'une école primaire (Saint-Étienne) et d'un jardin d'enfants en activité depuis 1899. La première école du village fut construite entre 1770 et 1774 ; il s'agissait d'une école allemande à une salle de classe et un seul enseignant. Dans les années 1920, le village possédait une école catholique romaine à deux classes et deux enseignants. Le bâtiment scolaire actuel, doté de huit salles de classe, a été construit entre 1989 et 1990.

### Vie culturelle
La commune conserve un attachement fort à ses traditions germaniques. Chaque année, le 22 avril, un festival choral est organisé en mémoire des ancêtres souabes arrivés à Baj en 1745. Le 25 mai, à l'occasion de la fête de saint Urbain, patron des viticulteurs, les agriculteurs rendent grâce sur le vignoble (Szőlőhegy). En septembre, Baj organise une parade des vendanges traditionnelle. La fête patronale du village (búcsú) a lieu début octobre, le dimanche suivant la fête de saint François d'Assise. Dans la vie communautaire locale, la foi catholique et les traditions souabes forment un tout indissociable, perpétuant des rites sacrés et des coutumes populaires depuis plusieurs siècles.

### Réseaux extra-urbains
Baj est connectée à la ville voisine de Tata par la route de Baj (Baji út), qui se prolonge dans la rue Sándor Petőfi. La distance entre le centre de la localité et le centre-ville de Tata est de 2,7 km. La localité n'est accessible en voiture que par Tata, via la route secondaire n° 11135. La route n° 1128 frôle cependant sa limite nord. Le point de correspondance ferroviaire le plus proche est l'arrêt de Tóvároskert, situé à 1,3 km du centre de Baj, sur la ligne Budapest–Hegyeshalom–Rajka, qui relie Budapest à Vienne. Le sentier de randonnée balisé en jaune prend son départ sur la place principale de Baj et mène jusqu'au lieu-dit Koldusszállás, rattaché à Tatabánya, permettant l'accès au réseau de sentiers du massif du Gerecse.

## Économie
Pendant longtemps, la vie économique de Baj a été dominée par l'agriculture et l'exploitation forestière, notamment la viticulture et l'exploitation du hêtre. La briqueterie, qui utilisait les ressources locales en argile, a également constitué une activité importante.
Au cours du XXe siècle, le phénomène de navettage (travail pendulaire) est devenu prédominant : dans les années 1990, environ quatre habitants sur cinq travaillaient hors de la localité.
Le secteur agroalimentaire est représenté par un abattoir de lapins et d'agneaux, connu sous le nom de Gerecse.

## Patrimoine local

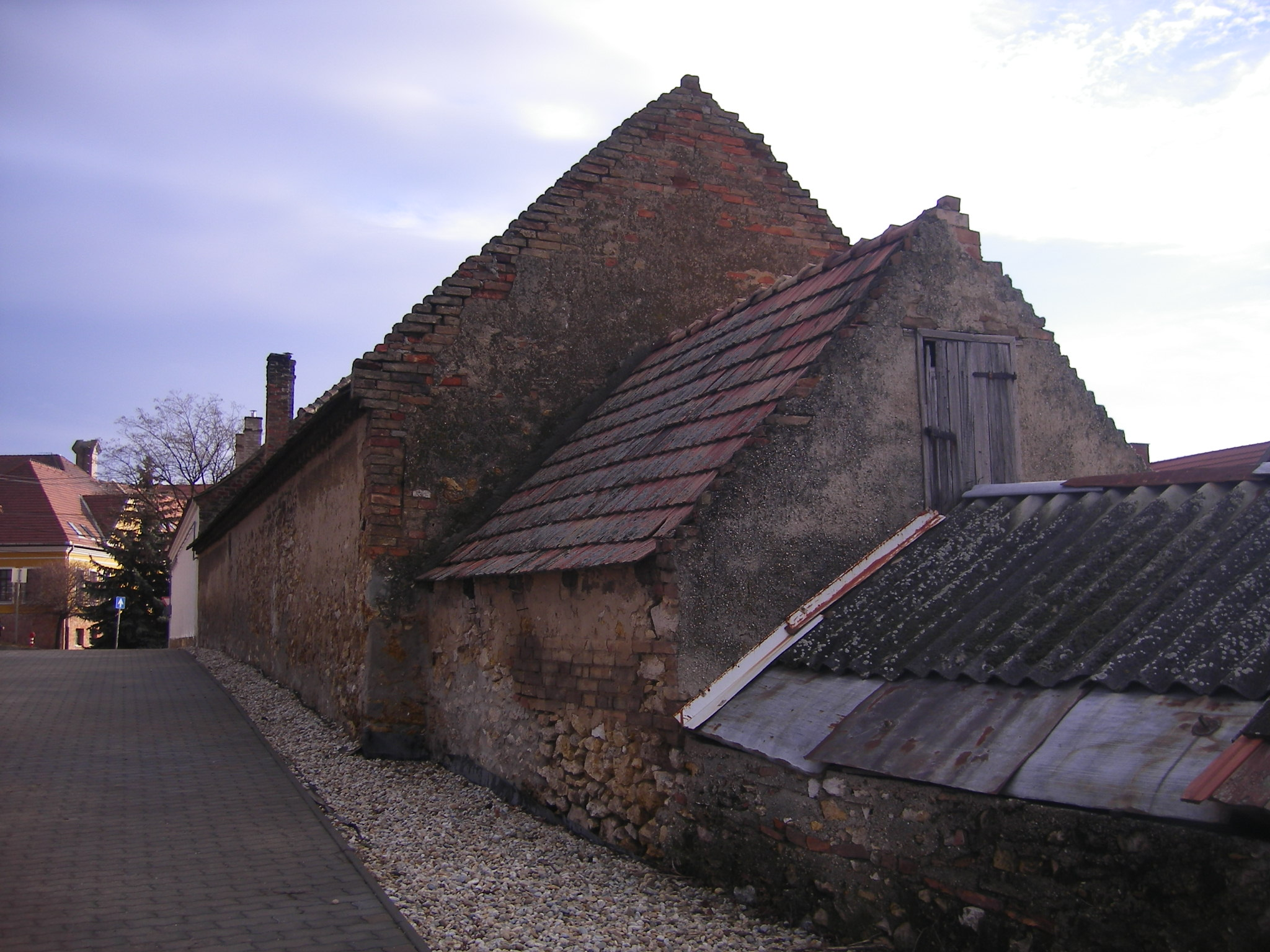
Constructions ancienne dans le centre de Baj.

Le principal édifice religieux de Baj est l'église catholique Saint-François, dédiée à saint François d'Assise. Elle fut construite entre 1764 et 1795 dans le style copf, un baroque tardif caractéristique de la Hongrie, à l'emplacement d'un sanctuaire plus ancien. L'ouvrage fut réalisé sous la direction des architectes Jakab Fellner et Anton Gott. Le mobilier liturgique, également de style copf, date des alentours de 1790.
À proximité de la maison forestière de chasse (baji vadászház) se trouvent les ruines d'un ancien monastère de chanoines augustins, connues localement sous les noms de Pusztatemplom ou église de Kovácsi. Ces vestiges, mis au jour à partir de 1993, seraient ceux de l'église médiévale du village disparu de Haláp, aujourd'hui intégré au territoire de Baj.
Sur le vignoble de Baj (Szőlőhegy), on peut admirer une ancienne cave viticole seigneuriale construite en 1745 par Jakab Fellner, témoin de l'importance historique de la viticulture dans la région. Dans la cour de la Maison communautaire, un imposant pressoir à raisin en bois datant de 1760 illustre également cet héritage. Non loin de là, le calvaire de Geistag (Látó-hegy), situé sur les hauteurs, accueille depuis 2008 un chemin de croix complet et une reconstitution du Golgotha.
La commune conserve une forte mémoire de son passé à travers plusieurs monuments commémoratifs. Un monument en hommage aux 44 soldats de Baj tombés durant la Première Guerre mondiale a été érigé en 1928. Un second monument, consacré aux 48 victimes de la Seconde Guerre mondiale, a été inauguré en 1994. En 1993, une stèle unique fut érigée pour commémorer à la fois la révolution de 1848 et celle de 1956. En 2008, une plaque bilingue a été posée sur la façade de la Maison communautaire, en souvenir des habitants expulsés ou déportés à la suite de la Seconde Guerre mondiale. Deux plaques supplémentaires sont visibles sur l'ancien bâtiment de la maternelle, rue Mór Jókai, datées de 1958 et 1999.
Un monument commémoratif a également été inauguré en 1996 pour marquer deux anniversaires majeurs : le 1100e anniversaire de la conquête magyar (honfoglalás) et le 250e anniversaire de la réinstallation de la population germanophone à Baj. La commune est par ailleurs traversée par l'itinéraire de la Kinizsi Százas, randonnée d'endurance populaire de 100 kilomètres, dont le tracé passe par Baj depuis 1991, et à nouveau régulièrement depuis 2008.
Le territoire de la localité est jalonné de nombreux petits monuments religieux. Une croix en bord de route fut installée en 1922 dans la partie inférieure de la rue Sándor Petőfi. Le cimetière abrite plusieurs grandes croix : l'une en grès rouge, une autre en bois, ainsi qu'une croix en fer forgé datant de 1924. Une grande croix est également érigée sur la place principale du village, devant l'église. Plusieurs autres croix et statues se trouvent sur les hauteurs du vignoble.

## Cultes
La majorité de la population de Baj est de confession catholique romaine. Sur le plan administratif ecclésiastique, la localité relève du doyenné de Tata au sein du diocèse de Győr. Elle se situe à l'extrémité orientale de ce diocèse et touche aux frontières de deux autres circonscriptions : le diocèse de Székesfehérvár et l'archidiocèse d'Esztergom-Budapest. Parmi les localités voisines, Tata, Agostyán, Szomód et Vértestolna relèvent également du diocèse de Győr ; Vértesszőlős appartient au diocèse de Székesfehérvár, tandis que Tardos dépend de l'archidiocèse d'Esztergom-Budapest.

## Personnalités liées à la localité
Béla Paulini (1883–1945), écrivain, journaliste et chef de file du mouvement folklorique de danse populaire Gyöngyösbokréta, est décédé à Baj. Une plaque commémorative lui a été dédiée en 1981 sur la façade du bâtiment de la nouvelle école maternelle de la localité.